# 1748
Il 1748 (MDCCXLVIII in numeri romani) è un anno bisestile del XVIII secolo.

## Eventi
- Iniziano gli scavi archeologici di Pompei per ordine di Carlo di Borbone, re di Napoli.
- Montesquieu pubblica De l'Esprit des lois.
- Luigi XV di Francia impone un'imposta sul reddito del 5% ai sudditi di qualsiasi rango sociale; il Parlamento di Parigi protesta.
- Eulero pubblica Introductio in analysin infinitorum.
- Inizia la costruzione della fortezza Sveaborg, voluta dal governo svedese per contrastare l'espansionismo russo.
- Adam Smith sostiene pubbliche lezioni di letteratura e retorica ad Edimburgo.
- 1º gennaio – Papa Benedetto XIV pubblica l'enciclica Inter Caetera, sugli abusi nei divertimenti del carnevale e sull'interferenza con la Quaresima.
- 23 febbraio – Federico I di Svezia restaura gli antichi ordini dei Serafini, della Spada e della Stella Polare.
- Aprile – Maurizio di Sassonia conquista Maastricht.
- 24 aprile – Guerra di successione austriaca: Ad Aquisgrana si riunisce un'assemblea con l'intento di concludere la guerra.
- 18 ottobre – Firma del trattato di Aquisgrana che pone fine alla guerra di successione austriaca.

### Eventi in corso
- Guerra di successione austriaca (1740-1748)

## Nati

### Gennaio
- 1º gennaio - Archibald Cochrane, IX conte di Dundonald, nobile e inventore scozzese († 1831)
- 1º gennaio - Giovanni Furno, compositore italiano († 1837)
- 2 gennaio - Gerolamo Pitzolo, politico e militare italiano († 1795)
- 13 gennaio - François Étienne de Rosily-Mesros, ammiraglio francese († 1832)
- 21 gennaio - Maksim Maksimovič Alopeus, diplomatico russo († 1822)
- 29 gennaio - Francesco Chiarottini, pittore, architetto e incisore italiano († 1796)
- 30 gennaio - Federico V d'Assia-Homburg, sovrano († 1820)

### Febbraio
- 3 febbraio - Samuel Osgood, politico statunitense († 1813)
- 5 febbraio - Christian Gottlob Neefe, compositore e direttore d'orchestra tedesco († 1798)
- 5 febbraio - Elias Stein, scacchista olandese († 1812)
- 6 febbraio - Johann Adam Weishaupt, filosofo tedesco († 1830)
- 9 febbraio - John Thomas Duckworth, ammiraglio britannico († 1817)
- 15 febbraio - Jeremy Bentham, filosofo, giurista e economista inglese († 1832)
- 17 febbraio - Luigi Cremani, giurista e magistrato italiano († 1838)
- 21 febbraio - Richard Howard, IV conte di Effingham, nobile, politico e militare britannico († 1816)
- 26 febbraio - Luigi Fortis, gesuita italiano († 1829)
- 27 febbraio - Anders Erikson Sparrman, naturalista svedese († 1820)
- 28 febbraio - Giovanni Maironi da Ponte, scienziato e scrittore italiano († 1833)

### Marzo
- 2 marzo - Bernardo Maria Carenzoni, vescovo cattolico italiano († 1811)
- 2 marzo - Josef Fiala, compositore, oboista e violoncellista ceco († 1816)
- 3 marzo - Hyacinthe Arrighi de Casanova, magistrato, funzionario e politico francese († 1819)
- 5 marzo - Jonas Dryander, botanico svedese († 1810)
- 6 marzo - Domenico Pizzamano, politico e ammiraglio italiano († 1817)
- 7 marzo - Francesco Chiarchiaro, vescovo cattolico italiano († 1834)
- 8 marzo - Guglielmo V di Orange-Nassau, nobile († 1806)
- 10 marzo - John Playfair, matematico e filosofo scozzese († 1819)
- 15 marzo - Antonio Valcárcel y Pío de Saboya, archeologo, letterato e scrittore spagnolo († 1808)
- 19 marzo - Luca Cubeddu, poeta e predicatore italiano († 1828)
- 19 marzo - Giuseppe Antonio Fabbrini, pittore italiano
- 19 marzo - Elias Hicks, carpentiere, agricoltore e sacerdote statunitense († 1830)
- 24 marzo - François André Dejean, vescovo cattolico francese
- 25 marzo - Vittorio Della Chiesa di Cinzano e di Roddi, generale italiano († 1826)
- 26 marzo - Benedetto Giuseppe Labre, santo francese († 1783)

### Aprile
- 1º aprile - Carlo Rosini, vescovo cattolico e filologo italiano († 1836)
- 3 aprile - Dietrich Tiedemann, filosofo tedesco († 1803)
- 8 aprile - Giovanni Battista Palletta, medico italiano († 1832)
- 12 aprile - Antoine-Laurent de Jussieu, botanico francese († 1836)
- 13 aprile - Joseph Bramah, inventore britannico († 1814)
- 16 aprile - Clemens August Theodor Josef von Nagel zur Loburg, militare, diplomatico e nobile tedesco († 1828)
- 17 aprile - Charles Blagden, fisico britannico († 1820)
- 17 aprile - Leopold Raymund Leonhard von Thun und Hohenstein, vescovo cattolico tedesco († 1826)
- 19 aprile - Jean Philippe Garran de Coulon, politico, avvocato e nobile francese († 1816)
- 22 aprile - Daniele Andrea Dolfin, nobile, politico e diplomatico italiano († 1798)
- 23 aprile - Félix Vicq d'Azyr, anatomista e medico francese († 1794)
- 25 aprile - Paolino da San Bartolomeo, religioso, orientalista e storico austriaco († 1806)
- 25 aprile - Pierre-Louis Ginguené, letterato, storico e critico musicale francese († 1815)
- 26 aprile - Alessandro Malvasia, cardinale italiano († 1819)
- 27 aprile - Adamantios Korais, filologo greco († 1833)

### Maggio
- 2 maggio - Antonio Litta Visconti Arese, nobile e politico italiano († 1820)
- 3 maggio - Emmanuel Joseph Sieyès, abate e politico francese († 1836)
- 5 maggio - Francesco Azopardi, compositore e organista maltese († 1809)
- 7 maggio - Olympe de Gouges, drammaturga e attivista francese († 1793)
- 10 maggio - Louis Pierre Vieillot, ornitologo francese († 1830)
- 14 maggio - Franz Joseph von Albini, diplomatico, militare e politico austriaco († 1816)
- 22 maggio - Johann Prokop von Schaffgotsch, arcivescovo cattolico boemo († 1813)
- 23 maggio - Francesco Fontani, filologo, archeologo e numismatico italiano († 1818)
- 24 maggio - Christian Ehrenfried Weigel, naturalista e chimico tedesco († 1831)
- 28 maggio - Frederick Howard, V conte di Carlisle, nobile, politico e scrittore britannico († 1825)
- 29 maggio - Lorenzo Girolamo Mattei, cardinale, patriarca cattolico e nobile italiano († 1833)

### Giugno
- 8 giugno - Antonio Dugnani, cardinale e arcivescovo cattolico italiano († 1818)
- 8 giugno - William Few, politico statunitense († 1828)
- 24 giugno - Jean Florimond Boudon de Saint-Amans, naturalista francese († 1831)
- 25 giugno - Francesco Saverio Buonomo, vescovo cattolico italiano († 1827)
- 29 giugno - Pietro Cossali, matematico italiano († 1815)
- 30 giugno - Jean-Dominique Cassini, astronomo e cartografo francese († 1845)

### Luglio
- 13 luglio - Francesco Girolamo Bocchi, storico e archeologo italiano († 1810)
- 16 luglio - Pio Gerolamo Vidua, politico italiano († 1836)
- 20 luglio - Giulio Gabrielli il Giovane, cardinale italiano († 1822)
- 21 luglio - Abraham-Louis-Rodolphe Ducros, pittore svizzero († 1810)
- 31 luglio - Sebastiano Alcaini, vescovo cattolico italiano († 1803)
- 31 luglio - Alexis Balthazar Henri Schauenburg, generale francese († 1831)

### Agosto
- 4 agosto - Maximilian Stadler, abate, compositore e musicologo austriaco († 1833)
- 8 agosto - Antonio Codronchi, arcivescovo cattolico italiano († 1826)
- 8 agosto - Johann Friedrich Gmelin, biologo, botanico e entomologo tedesco († 1804)
- 10 agosto - Józef Maksymilian Ossoliński, politico e scrittore polacco († 1826)
- 11 agosto - Joseph Schuster, compositore tedesco († 1812)
- 15 agosto - Francesco Foggi, giurista e avvocato italiano († 1824)
- 16 agosto - Giorgio Augusto di Meclemburgo-Strelitz, militare e nobile austriaco († 1785)
- 16 agosto - Francesco Boaretti, grecista e traduttore italiano († 1799)
- 16 agosto - Louis Grignon, generale francese († 1825)
- 18 agosto - Pierre Sonnerat, naturalista e esploratore francese († 1814)
- 19 agosto - Jean-François-Régis Clet, presbitero francese († 1820)
- 21 agosto - Aurelio Roverella, cardinale italiano († 1812)
- 28 agosto - Adelheid Amalie Gallitzin, nobile tedesca († 1806)
- 30 agosto - Jacques-Louis David, pittore e politico francese († 1825)

### Settembre
- 4 settembre - James Cecil, I marchese di Salisbury, nobile e politico britannico († 1823)
- 4 settembre - Pietro Zani, scrittore, poeta e critico d'arte italiano († 1821)
- 12 settembre - Jean-Michel Huon de Kermadec, navigatore francese († 1793)
- 12 settembre - Aleksej Kirillovič Razumovskij, politico russo († 1822)
- 12 settembre - Andreas Riedel, scrittore e politico austriaco († 1837)
- 14 settembre - Giovanni Paolo Schulthesius, religioso, compositore e pianista tedesco († 1816)
- 18 settembre - Giuseppe Antonio Guattani, archeologo e scrittore italiano († 1830)
- 20 settembre - Maria Aurora di Sassonia,  francese († 1821)
- 20 settembre - Benjamin Goodhue, politico statunitense († 1814)
- 21 settembre - Nicolas Chambon, medico e politico francese († 1826)
- 23 settembre - Asaf-ud-Daula, sovrano indiano († 1797)
- 23 settembre - Paolo Greppi, diplomatico italiano († 1800)
- 26 settembre - Johann Sebastian Bach, pittore tedesco († 1778)
- 26 settembre - Cuthbert Collingwood, I barone Collingwood, ammiraglio britannico († 1810)
- 27 settembre - Bernardo Maria Cenicola, arcivescovo cattolico italiano († 1814)
- 28 settembre - La Perricholi, attrice teatrale, cantante e ballerina peruviana († 1819)

### Ottobre
- 1º ottobre - Claude Henri de Belgrand de Vaubois, generale e politico francese († 1839)
- 6 ottobre - Augustin Dupré, incisore e medaglista francese († 1833)
- 7 ottobre - Carlo XIII di Svezia, sovrano svedese († 1818)
- 9 ottobre - Jacob Adam, incisore austriaco († 1811)
- 10 ottobre - Johann Dominicus Fiorillo, pittore e storico dell'arte tedesco († 1821)
- 13 ottobre - Franz von Werneck, generale austriaco († 1806)
- 15 ottobre - Christian zu Stolberg-Stolberg, poeta tedesco († 1821)
- 19 ottobre - Thomas Graham, generale britannico († 1843)
- 19 ottobre - Martha Wayles Skelton Jefferson, politica statunitense († 1782)
- 26 ottobre - Anne Seymour Damer, scultrice inglese († 1828)
- 29 ottobre - Carlos Amarante, architetto e ingegnere portoghese († 1815)
- 29 ottobre - Pierre-Paul Colonna de Cesari Rocca, politico e generale francese († 1829)

### Novembre
- 1º novembre - Gian Francesco Galeani Napione, storico, letterato e poeta italiano († 1830)
- 3 novembre - Domenico Luigi Batacchi, scrittore italiano († 1802)
- 6 novembre - Carlo Labruzzi, pittore, disegnatore e incisore italiano († 1817)
- 11 novembre - Carlo IV di Spagna, sovrano spagnolo († 1819)
- 14 novembre - Philippe-Frédéric de Dietrich, politico e scienziato francese († 1793)
- 17 novembre - Karl Franz von Lodron, vescovo cattolico austriaco († 1828)
- 20 novembre - Jean-François de Bourgoing, diplomatico, traduttore e scrittore francese († 1811)
- 21 novembre - Andrea Colonna di Stigliano, IV principe di Sonnino, militare italiano († 1820)
- 27 novembre - Michele Granata, religioso e patriota italiano († 1799)
- 30 novembre - Gioacchino Albertini, compositore italiano († 1812)

### Dicembre
- 5 dicembre - Giuseppe Gaudenzio Mazzola, pittore italiano († 1838)
- 8 dicembre - Francesco Mario Pagano, giurista, filosofo e politico italiano († 1799)
- 9 dicembre - Claude Louis Berthollet, chimico e scienziato francese († 1822)
- 10 dicembre - Giovanni Barberi, giurista italiano († 1821)
- 10 dicembre - Christoph Friederich Bretzner, scrittore tedesco († 1807)
- 10 dicembre - Giovanni Battista Giovio, nobile e letterato italiano († 1814)
- 14 dicembre - Louis-François de Bausset-Roquefort, cardinale e vescovo cattolico francese († 1824)
- 14 dicembre - William Cavendish, V duca di Devonshire, nobile e politico inglese († 1811)
- 21 dicembre - Ludwig Christoph Heinrich Hölty, poeta tedesco († 1776)
- 21 dicembre - Johann Kollowrat, generale austriaco († 1816)

### Senza giorno specificato
- Javad Khan, sovrano azero († 1804)
- Wilhelm August Christian Abel, pittore tedesco († 1803)
- Jakob Adam, incisore austriaco († 1811)
- Oronzo Albanese, presbitero e rivoluzionario italiano († 1799)
- Alexander Anderson, chirurgo e botanico scozzese († 1811)
- Filippo Anfossi, religioso e teologo italiano († 1825)
- John Baptista Ashe, militare e politico statunitense († 1802)
- Robert Blair, astronomo scozzese († 1828)
- Hugh Henry Brackenridge, scrittore statunitense († 1816)
- Juan Canaveris, avvocato e notaio italiano († 1822)
- Marie-Anne Collot, scultrice francese († 1821)
- James Henry Craig, generale britannico († 1812)
- Adair Crawford, chimico e medico irlandese († 1795)
- Denzen Aōdō, pittore e incisore giapponese († 1822)
- Venerando Gangi, poeta italiano († 1816)
- Achille-Nicolas Isnard, economista e ingegnere francese († 1803)
- Joachim Lafarge, banchiere francese († 1839)
- Joseph Malliard, artigiano austriaco († 1814)
- Thomas Malton, pittore e incisore inglese († 1804)
- Jane Maxwell, nobildonna scozzese († 1812)
- Tomás de Morla y Pacheco, generale spagnolo († 1812)
- Luigi Nuti, incisore, disegnatore e pittore italiano († 1821)
- Baldassarre Odescalchi, III principe Odescalchi, nobile italiano († 1810)
- Antoine Payen il Vecchio, architetto e militare belga († 1798)
- Giuseppe Piattoli, pittore e incisore italiano († 1834)
- Haim Pinto, rabbino marocchino († 1845)
- Tommaso Pollace, pittore italiano († 1830)
- Giuseppe Servolini, pittore italiano († 1834)
- Franz Seydelmann, compositore tedesco († 1806)
- Giuseppe Sisco, chirurgo italiano († 1830)
- Angelo Viva, scultore italiano († 1837)
- Yamagata Bantō, scrittore e astronomo giapponese († 1821)
- Nicolau Tolentino de Almeida, scrittore portoghese († 1811)
- Sante della Valentina, presbitero e letterato italiano († 1826)

## Morti

### Gennaio
- 1º gennaio - Johann Bernoulli, matematico svizzero (n. 1667)
- 1º gennaio - Raulo Costanzo Falletti, arcivescovo cattolico italiano (n. 1675)
- 3 gennaio - Georg Andreas Helwig, botanico e teologo tedesco (n. 1666)
- 7 gennaio - Francesco Antonio Cavalcanti, arcivescovo cattolico italiano (n. 1695)
- 19 gennaio - Ernesto Augusto I di Sassonia-Weimar, duca (n. 1688)
- 21 gennaio - Nicolaes Hooft, pittore e illustratore olandese (n. 1664)
- 25 gennaio - Giuseppe Cervi, medico italiano (n. 1663)

### Febbraio
- 9 febbraio - Sergio Pola, vescovo cattolico italiano (n. 1674)
- 18 febbraio - Otto Ferdinand von Traun, militare austriaco (n. 1677)
- 20 febbraio - Filippo Tipaldi, vescovo cattolico italiano (n. 1669)
- 21 febbraio - Antoine Danchet, drammaturgo, librettista e poeta francese (n. 1671)
- 21 febbraio - Raffaele Cosimo de' Girolami, cardinale e arcivescovo cattolico italiano (n. 1670)
- 26 febbraio - Jean-Baptiste Landé, ballerino francese (n. 1697)

### Marzo
- 7 marzo - Elisabetta Teresa di Lorena, nobildonna francese (n. 1664)
- 13 marzo - Antonio Bencini, compositore italiano
- 14 marzo - George Wade, generale irlandese (n. 1673)
- 17 marzo - Pietro Giannone, saggista, storico e giurista italiano (n. 1676)
- 23 marzo - Johann Gottfried Walther, compositore tedesco (n. 1684)
- 28 marzo - Domenico Ballati-Nerli, vescovo cattolico italiano (n. 1657)
- 29 marzo - Joseph Christophe, pittore, disegnatore e decoratore francese (n. 1662)

### Aprile
- 1º aprile - Ferdinando Sanfelice, architetto, pittore e nobile italiano (n. 1675)
- 3 aprile - Jean-Jacques Burlamaqui, filosofo, giurista e scrittore svizzero (n. 1694)
- 6 aprile - David Kellner, compositore e liutista tedesco (n. 1670)
- 11 aprile - Giovanni Battista Baratta, vescovo cattolico italiano (n. 1691)
- 12 aprile - William Kent, pittore, decoratore e architetto britannico
- 13 aprile - Gustava Carolina di Meclemburgo-Strelitz, nobile tedesca (n. 1694)
- 14 aprile - Girolamo Alessandro Cappellari Vivaro, storico italiano (n. 1664)
- 26 aprile - Muhammad Shah,  indiano (n. 1702)
- 28 aprile - Lorenzo Mattielli, scultore italiano (n. 1687)

### Maggio
- 10 maggio - Giovanni Battista Grone, pittore e scenografo italiano (n. 1682)
- 17 maggio - Enrico d'Elbeuf, nobile francese (n. 1661)
- 28 maggio - Ignaz Stern, pittore austriaco (n. 1679)
- 30 maggio - Joseph Joachim Edlinger, liutaio ceco (n. 1693)

### Giugno
- 1º giugno - Qamar-ud-din Khan, Asaf Jah I, principe indiano (n. 1671)
- 4 giugno - Aleksej Il'ič Čirikov, navigatore e esploratore russo (n. 1703)
- 11 giugno - Felice Torelli, pittore italiano (n. 1667)
- 16 giugno - Gian Filippo d'Orléans, nobile francese (n. 1702)
- 24 giugno - William Adam, architetto scozzese (n. 1689)
- 28 giugno - Joseph Anne Marie de Moyriac de Mailla, gesuita, missionario e storico francese (n. 1669)
- 30 giugno - Alamanno Pecchioli, presbitero e letterato italiano

### Luglio
- 18 luglio - Benjamin Hederich, latinista, grecista e lessicografo tedesco (n. 1675)

### Agosto
- 5 agosto - Alessandro Galli da Bibbiena, architetto, pittore e scenografo italiano (n. 1686)
- 5 agosto - Domenico Zanatta, compositore e violinista italiano
- 16 agosto - Pier Giuseppe Sandoni, compositore italiano (n. 1683)
- 26 agosto - Filippo Aldrovandi, politico italiano (n. 1660)
- 27 agosto - James Thomson, poeta e drammaturgo scozzese (n. 1700)

### Settembre
- 11 settembre - Đoàn Thị Điểm, poetessa vietnamita (n. 1705)
- 12 settembre - Anne Bracegirdle, attrice teatrale inglese (n. 1671)
- 15 settembre - Dorotea Sofia di Neuburg, contessa tedesca (n. 1670)
- 17 settembre - Philipp Gerlach, architetto tedesco (n. 1679)
- 24 settembre - Alberto Volfango di Schaumburg-Lippe, nobile (n. 1699)

### Ottobre
- 3 ottobre - Tommaso Ottaviano II Ghilini, nobile e politico italiano (n. 1667)
- 6 ottobre - Nicola Grassi, pittore italiano (n. 1682)
- 11 ottobre - Manuel de Benavides y Aragón, diplomatico e politico spagnolo (n. 1682)
- 25 ottobre - Francisco Serrano Frías, vescovo cattolico, missionario e santo spagnolo (n. 1695)
- 31 ottobre - Pantaleone Borzi, letterato e presbitero italiano (n. 1697)

### Novembre
- 4 novembre - Jan de Lichte, brigante fiammingo (n. 1723)
- 22 novembre - Elisabetta Sofia di Brandeburgo, principessa (n. 1674)
- 25 novembre - Isaac Watts, teologo, compositore e poeta britannico (n. 1674)

### Dicembre
- 2 dicembre - Charles Seymour, VI duca di Somerset, nobile inglese (n. 1662)
- 10 dicembre - Ewald Jürgen Georg von Kleist, scienziato tedesco (n. 1700)
- 13 dicembre - Agostino Ariani, matematico italiano (n. 1672)
- 22 dicembre - Giovanni Nepomuceno Carlo del Liechtenstein, principe austriaco (n. 1724)
- 24 dicembre - Michelangelo Cerruti, pittore italiano (n. 1663)
- 25 dicembre - Anne Hamilton, ufficiale scozzese (n. 1709)
- 27 dicembre - Bartolomeo Litterini, pittore italiano (n. 1669)

### Senza giorno specificato
- Gabriel Allegrain, scultore francese (n. 1679)
- Johann Baring, imprenditore tedesco (n. 1697)
- Carlo Andrea Castagnola, religioso e poeta italiano (n. 1652)
- Benedetto Maria Castrone, matematico e religioso italiano
- Mademoiselle Duclos, attrice teatrale francese (n. 1670)
- Lelio Cosatti, matematico italiano (n. 1677)
- Johann Carl von Eckenberg, attore teatrale, comico e circense tedesco (n. 1684)
- Matías de Escobar y Llamas, religioso spagnolo
- Giuseppe Gaetano Grimaldi, pittore italiano (n. 1690)
- Giovanni Battista Lama, pittore italiano (n. 1673)
- Zacharias Longuelune, architetto francese
- Giuseppe Menabuoni, incisore e pittore italiano (n. 1708)
- Pietro Passalacqua, architetto italiano (n. 1690)
- Pietro Pollidori, storiografo italiano (n. 1687)
- Pierre Rameau, coreografo francese (n. 1674)
- Filippo Randazzo, pittore italiano (n. 1695)
- Ottavio Scotti, architetto italiano (n. 1680)
- Ibrahim Afshar, sovrano persiano
- Tachibana Morikuni, pittore e incisore giapponese (n. 1679)
- Carlo Antonio Tantardini, scultore italiano (n. 1677)
- Cipriano Targioni, anatomista italiano (n. 1672)
- Giovanni VI Ventimiglia, nobile e politico italiano (n. 1678)
- Seyyid Hasan Pascià, politico e militare ottomano (n. 1679)

## Calendario
| Calendario 1748 | Calendario 1748 | Calendario 1748 | Calendario 1748 | Calendario 1748 | Calendario 1748 | Calendario 1748 | Calendario 1748 | Calendario 1748 | Calendario 1748 | Calendario 1748 | Calendario 1748 | Calendario 1748 | Calendario 1748 | Calendario 1748 | Calendario 1748 | Calendario 1748 | Calendario 1748 | Calendario 1748 | Calendario 1748 | Calendario 1748 | Calendario 1748 | Calendario 1748 | Calendario 1748 | Calendario 1748 | Calendario 1748 | Calendario 1748 | Calendario 1748 | Calendario 1748 | Calendario 1748 | Calendario 1748 | Calendario 1748 | Calendario 1748 |
| --------------- | --------------- | --------------- | --------------- | --------------- | --------------- | --------------- | --------------- | --------------- | --------------- | --------------- | --------------- | --------------- | --------------- | --------------- | --------------- | --------------- | --------------- | --------------- | --------------- | --------------- | --------------- | --------------- | --------------- | --------------- | --------------- | --------------- | --------------- | --------------- | --------------- | --------------- | --------------- | --------------- |
|                 | 1               | 2               | 3               | 4               | 5               | 6               | 7               | 8               | 9               | 10              | 11              | 12              | 13              | 14              | 15              | 16              | 17              | 18              | 19              | 20              | 21              | 22              | 23              | 24              | 25              | 26              | 27              | 28              | 29              | 30              | 31              |                 |
| Gennaio         | Lu              | Ma              | Me              | Gi              | Ve              | Sa              | Do              | Lu              | Ma              | Me              | Gi              | Ve              | Sa              | Do              | Lu              | Ma              | Me              | Gi              | Ve              | Sa              | Do              | Lu              | Ma              | Me              | Gi              | Ve              | Sa              | Do              | Lu              | Ma              | Me              |                 |
| Febbraio        | Gi              | Ve              | Sa              | Do              | Lu              | Ma              | Me              | Gi              | Ve              | Sa              | Do              | Lu              | Ma              | Me              | Gi              | Ve              | Sa              | Do              | Lu              | Ma              | Me              | Gi              | Ve              | Sa              | Do              | Lu              | Ma              | Me              | Gi              |                 |                 |                 |
| Marzo           | Ve              | Sa              | Do              | Lu              | Ma              | Me              | Gi              | Ve              | Sa              | Do              | Lu              | Ma              | Me              | Gi              | Ve              | Sa              | Do              | Lu              | Ma              | Me              | Gi              | Ve              | Sa              | Do              | Lu              | Ma              | Me              | Gi              | Ve              | Sa              | Do              |                 |
| Aprile          | Lu              | Ma              | Me              | Gi              | Ve              | Sa              | Do              | Lu              | Ma              | Me              | Gi              | Ve              | Sa              | Do              | Lu              | Ma              | Me              | Gi              | Ve              | Sa              | Do              | Lu              | Ma              | Me              | Gi              | Ve              | Sa              | Do              | Lu              | Ma              |                 |                 |
| Maggio          | Me              | Gi              | Ve              | Sa              | Do              | Lu              | Ma              | Me              | Gi              | Ve              | Sa              | Do              | Lu              | Ma              | Me              | Gi              | Ve              | Sa              | Do              | Lu              | Ma              | Me              | Gi              | Ve              | Sa              | Do              | Lu              | Ma              | Me              | Gi              | Ve              |                 |
| Giugno          | Sa              | Do              | Lu              | Ma              | Me              | Gi              | Ve              | Sa              | Do              | Lu              | Ma              | Me              | Gi              | Ve              | Sa              | Do              | Lu              | Ma              | Me              | Gi              | Ve              | Sa              | Do              | Lu              | Ma              | Me              | Gi              | Ve              | Sa              | Do              |                 |                 |
| Luglio          | Lu              | Ma              | Me              | Gi              | Ve              | Sa              | Do              | Lu              | Ma              | Me              | Gi              | Ve              | Sa              | Do              | Lu              | Ma              | Me              | Gi              | Ve              | Sa              | Do              | Lu              | Ma              | Me              | Gi              | Ve              | Sa              | Do              | Lu              | Ma              | Me              |                 |
| Agosto          | Gi              | Ve              | Sa              | Do              | Lu              | Ma              | Me              | Gi              | Ve              | Sa              | Do              | Lu              | Ma              | Me              | Gi              | Ve              | Sa              | Do              | Lu              | Ma              | Me              | Gi              | Ve              | Sa              | Do              | Lu              | Ma              | Me              | Gi              | Ve              | Sa              |                 |
| Settembre       | Do              | Lu              | Ma              | Me              | Gi              | Ve              | Sa              | Do              | Lu              | Ma              | Me              | Gi              | Ve              | Sa              | Do              | Lu              | Ma              | Me              | Gi              | Ve              | Sa              | Do              | Lu              | Ma              | Me              | Gi              | Ve              | Sa              | Do              | Lu              |                 |                 |
| Ottobre         | Ma              | Me              | Gi              | Ve              | Sa              | Do              | Lu              | Ma              | Me              | Gi              | Ve              | Sa              | Do              | Lu              | Ma              | Me              | Gi              | Ve              | Sa              | Do              | Lu              | Ma              | Me              | Gi              | Ve              | Sa              | Do              | Lu              | Ma              | Me              | Gi              |                 |
| Novembre        | Ve              | Sa              | Do              | Lu              | Ma              | Me              | Gi              | Ve              | Sa              | Do              | Lu              | Ma              | Me              | Gi              | Ve              | Sa              | Do              | Lu              | Ma              | Me              | Gi              | Ve              | Sa              | Do              | Lu              | Ma              | Me              | Gi              | Ve              | Sa              |                 |                 |
| Dicembre        | Do              | Lu              | Ma              | Me              | Gi              | Ve              | Sa              | Do              | Lu              | Ma              | Me              | Gi              | Ve              | Sa              | Do              | Lu              | Ma              | Me              | Gi              | Ve              | Sa              | Do              | Lu              | Ma              | Me              | Gi              | Ve              | Sa              | Do              | Lu              | Ma              |                 |